# Janet Leigh
Janet Leigh, egentlig Jeanette Helen Morrison, (født 6. juli 1927 i Merced, Californien,
USA, død 3. oktober 2004 i Los Angeles, Californien, USA) var en amerikansk filmskuespiller.
Hun debuterede i 1947 uden skuespillererfaring, og vandt stjernestatus i 1950'erne med hovedroller blandt andet i George Sidneys Scaramouche (1952), Anthony Manns The Naked Spur (Død eller levende, 1953) og Josef von Sternbergs Jet Pilot (1957). Hun havde sin bedste rolle mod Charlton Heston i Orson Welles' ironiske thriller Touch of Evil (Politiets blinde øje, 1958), og huskes som kvinden som begår underslæb og bliver myrdet i motelbrusebadet i Alfred Hitchcocks Psycho (1960). Hun var gift med Tony Curtis 1951-62, deres datter er skuespilleren Jamie Lee Curtis.

## Filmografi
- Død eller levende (1953)
- Jet Pilot (1957)

- Politiets blinde øje (1958)
- Psycho (1960)

- Halloween: H20 - tyve år senere (1998)